# Décalage
Décalage is een compositie van William Bolcom.
Het is een werk voor cello en piano dat past in de traditie van de klassieke muziek van de 20e eeuw. Bolcom schreef er over dat hij inspiratie onttrok aan het werk van Pierre Boulez, een icoon in die stijl(en). Décalage betekent
- het weghalen van stutten
- het verzetten van tijd.

Dat geldt ook voor deze compositie, die in tegenstelling tot ander werk van de componist het moet doen zonder een vaste verhouding tussen de twee muziekinstrumenten. Ook de maatvoering en ritme blijven ongewis. Een melodielijn is er niet. Alhoewel Bolcom een beschrijving gaf van dit werk in de Naxosuitgave gaf hij elders aan zich voor die periode uit zijn muzikale leven enigszins te schamen. Hij deed mee met de muziekstromingen van de 20e eeuw omdat er van hem verwacht werd, dat hij mee deed.
De componist, zelf begenadigd pianist, speelde samen met Juliet Dillard (verder onbekend gebleven) de eerste uitvoering in San Francisco, januari 1962.